# Фалькенштайн (Рейнланд-Пфальц)
Фалькенштайн (нім. Falkenstein) — громада в Німеччині, розташована в землі Рейнланд-Пфальц. Входить до складу району Доннерсберг. Складова частина об'єднання громад Віннвайлер.
Площа — 7,48 км2. Населення становить 185 ос. (станом на 31 грудня 2020).

## Галерея

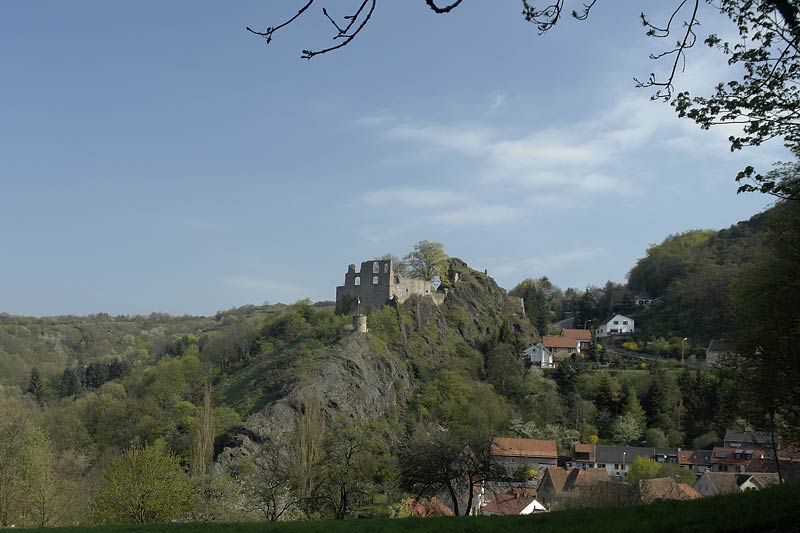
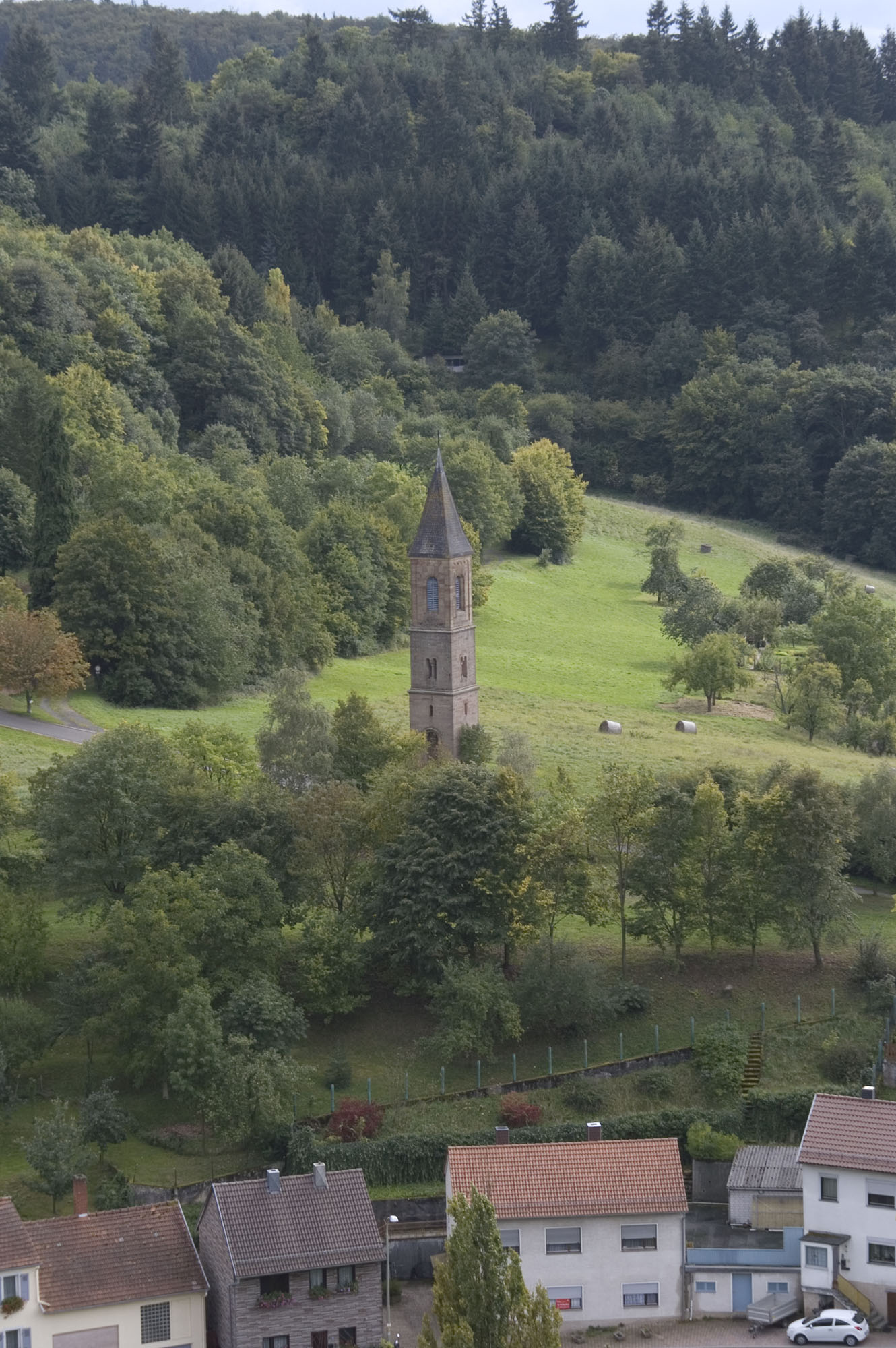
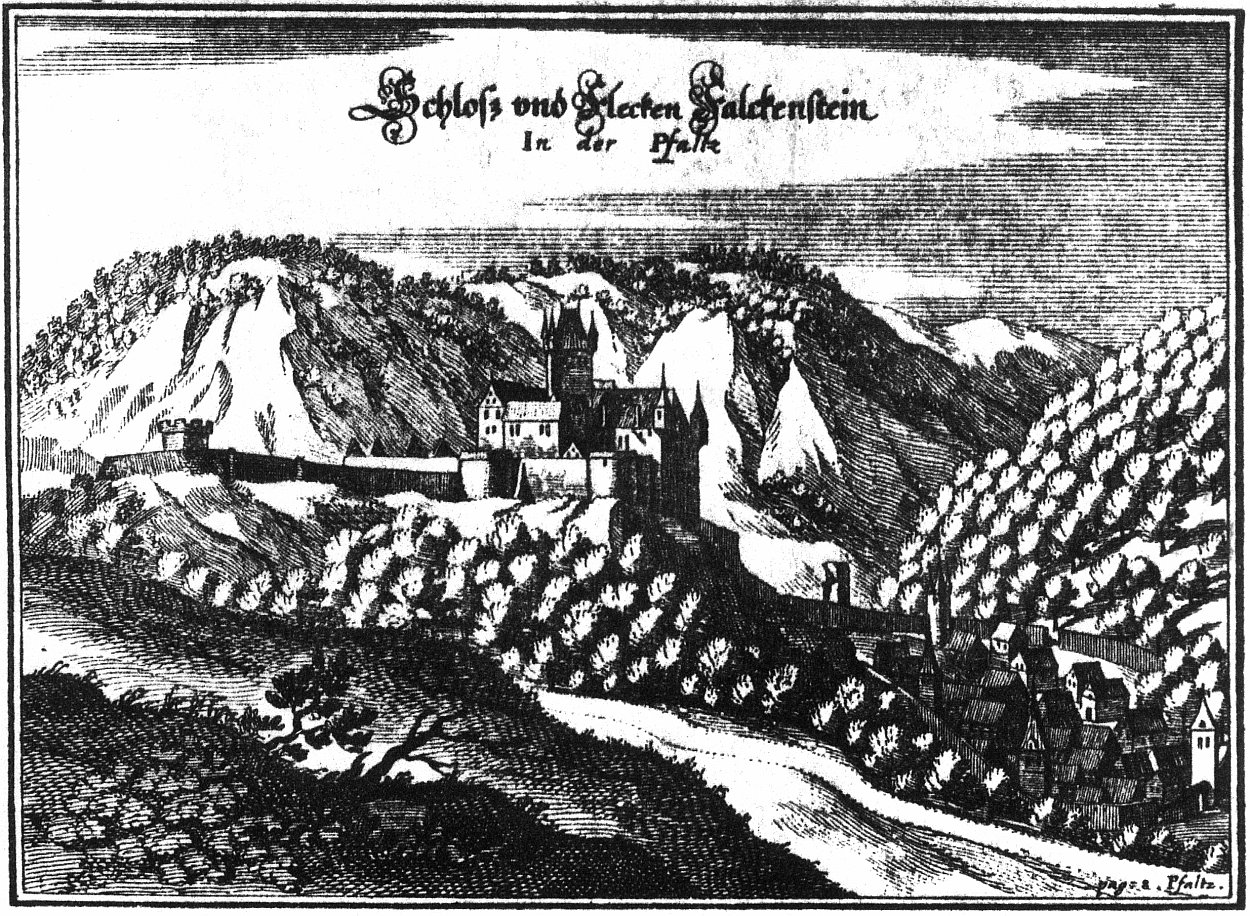